# بقرية قصيرة الكأس
بقرية قصيرة الكأس (الاسم العلمي:Vaccaria brachycalyx) هي نوع غير مؤكد من النباتات يتبع جنس البقرية من الفصيلة القرنفلية. الاسم العلمي للنبات مؤلف من كلمتين الأولى Vaccaria وهي مشتقة من الكلمة اللاتينية Vacca وتعني بقرة والثانية النعت وهو brachycalyx فهو مكون من كلمتين الأولى brachy وهي بادئة معروفة بالأسماء العلمية وتعني قصير والثانية calyx وهي كاسعة معتادة في أسماء النبات وتعني كأس الزهرة.